# Curtici
Curtici (în anii 1930–1940 Decebal; în maghiară Kürtös) este un oraș în județul Arad, Crișana, România. Se află la o distanță de 17 km față de municipiul Arad.

## Geografie
Curtici este situat în partea de vest a României, în imediata apropiere a frontierei de stat cu Ungaria, la o distanță de 17 km nord de Arad. Orașul se învecinează la nord cu Ungaria și comuna Macea, la est cu satul Andrei Șaguna, la sud cu Sânpaul și Șofronea, iar la vest cu comuna Dorobanți. 

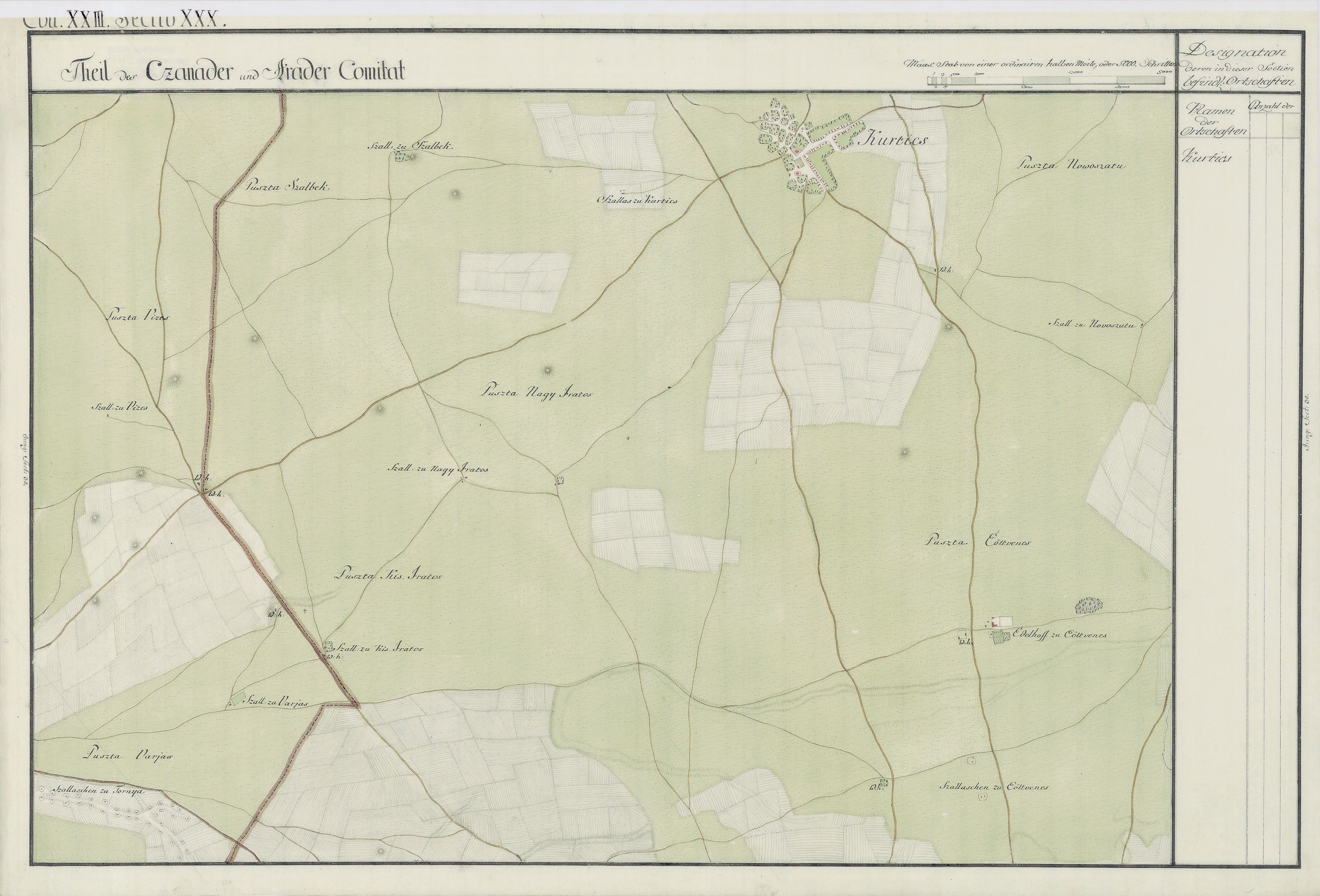
Curtici în Harta Iozefină a Comitatului Arad, 1782-85

Așezat în cuprinsul Câmpiei de Vest, teritoriul Curticiului este în general plan, cu mici denivelări ce nu depășesc 2 m. Altitudinea medie a câmpiei este de 110 m.
Deși este un oraș de tranzit, Curticiul are un farmec și o liniște aparte care fac să se uite  forfota triajelor și a vămii. În timpul verii, ștrandul cu apă termală este principalul punct de atracție turistică al orașului, aici înregistrându-se de la un an la altul tot mai mulți turiști atât pentru recreere cât și pentru tratament.
Clima este continental-temperată cu o nuanță submediteraneeană, cu ierni blânde și veri ceva mai calde. Temperatura medie anuală este de 10,8 °C.

## Istorie
Prima atestare documentară a orașului Curtici datează din secolul al XVI-lea, respectiv din anul 1519, iar din 16 februarie 1968 localitatea este ridicată la rangul de oraș. În perioada interbelică a purtat temporar denumirea "Decebal", dată de autoritățile române.

## Monumente
- Biserica romano-catolică „Sfânta Treime”, monument din secolul al XVIII-lea

## Demografie
Componența etnică a orașului Curtici
     Români (70,61%)
     Romi (14,19%)
     Maghiari (1,91%)
     Alte etnii (0,27%)
     Necunoscută (13,01%)
Componența confesională a orașului Curtici
     Ortodocși (61,95%)
     Penticostali (12,43%)
     Baptiști (6,28%)
     Romano-catolici (2,58%)
     Adventiști (1,32%)
     Alte religii (1,36%)
     Necunoscută (14,08%)
Conform recensământului efectuat în 2021, populația orașului Curtici se ridică la 7.279 de locuitori, în scădere față de recensământul anterior din 2011, când fuseseră înregistrați 7.453 de locuitori. Majoritatea locuitorilor sunt români (70,61%), cu minorități de romi (14,19%) și maghiari (1,91%), iar pentru 13,01% nu se cunoaște apartenența etnică. Din punct de vedere confesional, majoritatea locuitorilor sunt ortodocși (61,95%), cu minorități de penticostali (12,43%), baptiști (6,28%), romano-catolici (2,58%) și adventiști (1,32%), iar pentru 14,08% nu se cunoaște apartenența confesională.
|  | Graficele sunt indisponibile din cauza unor probleme tehnice. Mai multe informații se găsesc la Phabricator și la wiki-ul MediaWiki. |

Date: Recensăminte sau birourile de statistică - grafică realizată de Wikipedia

## Economie

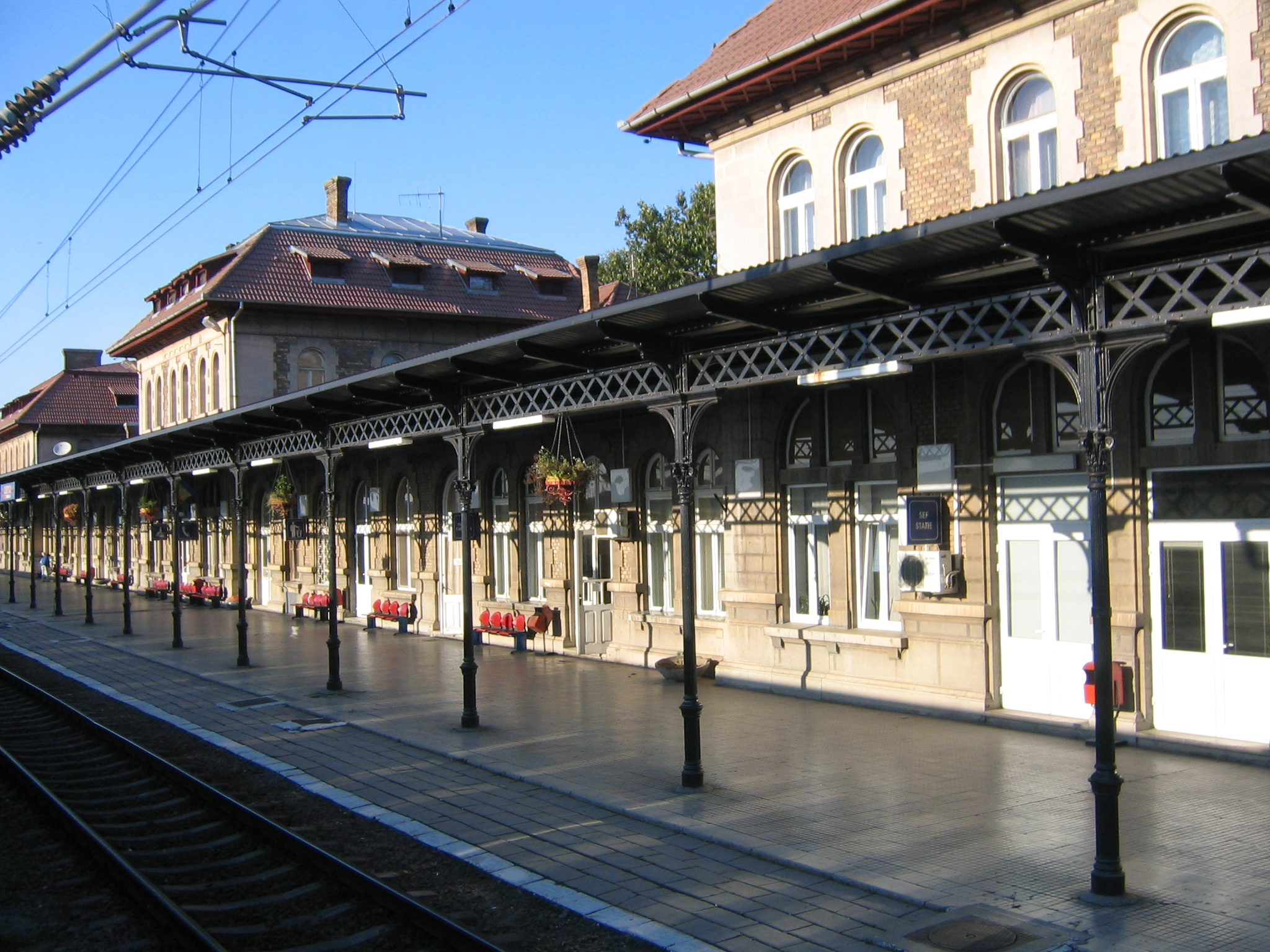
Gara Curtici

Curtici se află în plină dezvoltare economică, datorită numeroaselor investiții, care se oglindesc din punct de vedere social în apariția unor noi locuri de muncă.
Zona Liberă Curtici Arad, cu o suprafață de 90 ha, din care platforma Curtici se întinde pe 75 ha - este singura zonă liberă amplasată pe un coridor rutier european, în apropierea a patru puncte vamale.
În ZLCA își desfășoara activitatea peste 100 de firme cu investiții mai mari de 50 de milioane euro. Accesul în ZLCA se poate face pe cale rutieră, feroviară și aeriană.
Potențialul agricol al zonei, poziția favorabilă de la granița de vest a României, apropierea de municipiul Arad, prezența magistralei de cale ferată ce face legătura cu Europa occidentală (gara Curtici a fost dată în folosință în anul 1921 odata cu crearea vamei) sunt principalele atuuri economice care fac din orașul Curtici un pol de convergență economică. Capacitatea de atracție a investitorilor este redată aici de crearea Zonei libere Arad-Curtici, este cel mai important punct de trecere al frontierei între România și Ungaria.

## Administrație
Orașul Curtici este administrat de un primar și un consiliu local compus din 15 consilieri. Primarul, Ioan-Bogdan Ban[*], de la Partidul Național Liberal, este în funcție din 2016. Începând cu alegerile locale din 2024, consiliul local are următoarea componență pe partide politice:
|  | Partid                          | Consilieri | Componența Consiliului | Componența Consiliului | Componența Consiliului | Componența Consiliului | Componența Consiliului | Componența Consiliului | Componența Consiliului | Componența Consiliului |
|  | ------------------------------- | ---------- | ---------------------- | ---------------------- | ---------------------- | ---------------------- | ---------------------- | ---------------------- | ---------------------- | ---------------------- |
|  | Partidul Național Liberal       | 8          |                        |                        |                        |                        |                        |                        |                        |                        |
|  | Alianța Dreapta Unită           | 2          |                        |                        |                        |                        |                        |                        |                        |                        |
|  | Partidul Social Democrat        | 2          |                        |                        |                        |                        |                        |                        |                        |                        |
|  | Alianța pentru Unirea Românilor | 2          |                        |                        |                        |                        |                        |                        |                        |                        |
|  | Partidul S.O.S. România         | 1          |                        |                        |                        |                        |                        |                        |                        |                        |

## Personalități născute aici
- Emil Șimăndan (n. 1940), ziarist, publicist, scriitor, cetățean de onoare al orașului Arad.
- Sever Ispravnic (1871 - 1953), deputat în Marea Adunare Națională de la Alba Iulia 1918, avocat.
- Gheorghe Mocuța (n. 1953 – d. 2017),  poet, critic literar, traducător, redactor la revista de cultură ARCA si profesor.
- FRANCISC VINGANU (pseudonimul lui Megheș Francisc).
- Mircea Senic (1939 - 2007), pictor

Poet. Învățător. S-a născut la 6 ianuarie 1938 în comuna Vinga din județul Arad. Părinții : Anton și Lucia Megheș (născută Buniov), agricultori. Studii : școala primară și gimnaziul le-a urmat la Vinga, iar liceul, în limba bulgară, la București unde prin Mircea Micu a cunosut boema literară. Activitatea : învățător la Școala cu clasele I-VIII nr. 2 din Curtici. Boem incurabil. A murit în 02.02.2004 într-un bar de lângă gara din Curtici după ce a scris pe perete poemul Capitol biblic. 
Debut în presă în 1972 în revista „Orizont” din Timișoara cu poezia Mulțumire. A colaborat la revistele „Arca”, „Orizont”, „Luceafărul”, „Vatra”, „Poesis”, „Observator” din Munchen, „Luceafărul bulgar”, „Neuer Banater Zeitung,”, „Nase snahy”. Debutul editorial cu volum: Acolo unde Dionysos (1984) pentru care a primit premiul de debut al Editurii Facla. Premii : pentru poezie, al Filialei Arad a Uniunii Scriitorilor, 2002. Membru al Uniunii Scriitorilor din 1996.